# Relación procesal
Relación procesal es la que mantienen las partes que intervienen en un proceso entre sí, así como estas partes con el tribunal y cuyos efectos principales son:
- El de obligar al tribunal a emitir su pronunciamiento
- A las partes a acatar lo que el tribunal resuelva.

- Datos: Q6104992